# Bombus tricornis
Bombus tricornis är en biart som beskrevs av Radoszkowski 1888. Den ingår i släktet humlor och familjen långtungebin. Inga underarter finns listade.

## Ekologi
Habitatet består av sandstränder och grusbankar vid floder. Humlan är en låglandsart som håller sig under 350 meters höjd. Bombus tricornis är en mycket tidig humla i området; arbetarna börjar besöka blommor från mitten av april, ungdrottningarna flyger från början av juni till mitten av september, och hanarna kommer fram i början/mitten av augusti.
Arten är polylektisk, den besöker blommande växter från många olika familjer, som korgblommiga växter (klintarter), ärtväxter (vickerarter) samt videväxter (videarter).

## Utbredning
Utbredningsområdet omfattar sydöstra Ryssland (Amur oblast och Primorje kraj), nordöstra Kina samt Koreahalvön.